# Mircești (okręg Aluta)
Mircești – wieś w Rumunii, w okręgu Aluta, w gminie Tătulești. W 2011 roku liczyła 83 mieszkańców. 